# Đặng Công Huẩn
Đặng Công Huẩn (sinh 25 tháng 9 năm 1963, Thạnh Phước, Giồng Riềng, Kiên Giang) là một thanh tra Chính phủ Việt Nam.
Ông từng là Phó Chủ tịch UBND tỉnh Kiên Giang sau đó được Ủy ban Thường vụ tỉnh bỏ phiếu tín nhiệm giữ chức Bí thư huyện ủy Tân Hiệp, tỉnh Kiên Giang sau đó được đề bạt vào chức vụ Phó Tổng Thanh Tra Chính phủ theo quyết định 1119 của Thủ tướng chính phủ Nguyễn Tấn Dũng.